# 트위니리 무어
트위니리 무어(Twinnie-Lee Moore, 1987년 8월 18일 ~ )는 잉글랜드의 배우, 가수이다.